# Пай Соарес де Тавейрос
Пай Соарес де Тавейрос (галис. Pai (Paio) Soarez de Taveirós, порт. Paio Soares de Taveirós; предположительно конец XII — начало XIII века, Тавейрос, провинция Понтеведра, Королевство Галисия — предположительно середина XIII века) — галисийский трубадур первой половины XIII века, представитель трубадурской школы Приренейского полуострова. С начала XIX века и до первой половины XX века считался автором наиболее ранней сохранившейся светской кантиги на галисийско-португальском языке Cantiga da Guarvaia (или Cantiga da Ribeiriña).
В сохранившихся трёх основных сборниках светских кантиг на галисийско-португальском языке: «Песеннике Ажуда» (СА), «Песеннике Национальной библиотеки» (CB) и «Песеннике Ватикана» (Cancioneiro da Vaticana — CV) встречается различное написание имени трубадура:
pay soarez / Paay soares / Paay soarez — в обращении тенсоны Ai, Pai Soárez, venho-vos rogar (B 144): ;
paay soarez de taveiroos — перед кантигой о любви Cuidava-m’eu, quando nom entendia (B 145);
pae soarez — перед кантигой о друге O meu amigo, que mi dizia (V 239).

## Биография
Имя трубадура не встречается в средневековых документах. Источником биографических сведений служат кантиги Тавейроса.
Из объяснительной записи перед тенсоной Vi eu donas em celado (B 142) следует, что у Тавейроса был брат — трубадур раннего этапа развития галисийско-португальской лирики Перо Вельо де Тавейрос (Pero Velho de Taveirós), который выступает соавтором тенсоны.
Несомненно, что оба трубадура происходили из не очень знатного благородного галисийского рода, осевшего в Тавейросе (Taveirós), Понтеведра.
Вероятно, оба брата были связаны с семейством галисийского магната дона Родриго Гомеса де Трава (D. Rodrigo Gomes de Trava или Trastâmara, умер предположительно в 1261 году), который посещал дворы короля Леона и Галисии Альфонсо IX, королей Кастилии Фернандо III Святого, Альфонсо X Мудрого, и способствовал развитию галисийско-португальской поэзии.
Упоминаемая в объяснительной записи к тенсоне знатная кастильская дона Майор (Maior Afonso de Menezes) вероятно родилась в самом начале XIII века. Шавьер Рон Фернандес (Xavier Ron Fernández) не опровергает мнения Каролины Михаэлиш де Вашконселуш (Carolina Michaёlis de Vasconcelos) о том, что если она вышла замуж за дона Родриго Гомеса де Трава/Трастамара в 1220-х годах, а её смерть, возможно, приходится на период с 1261 по 1266 годы, упоминаемая тенсона могла быть создана между 1215 и 1228 годами в Галисии во времена правления Альфонсо IX.
Из кантиги о любви Quantos aqui d’Espanha som (A 33, B 148), в которой топоним Испания употреблён в значении бывшей римской провинции, то есть всего Иберийского полуострова, явствует, что трубадур пробыл некоторое время за пределами Пиренеев, возможно, на юге современной Франции.
В настоящее время ничего более о биографии трубадура выяснить не удаётся.
Шавьер Рон Фернандес предполагает, что время музыкально-поэтической активности трубадура может приходиться на период с 1220 по 1240 или по 1250 год.

## Творчество
Сохранилось 13 кантиг Тавейроса: 7 песен о любви, 2 кантиги о друге, 2 тенсоны и 2 кантиги неопределённого жанра. Тенсона — Ai, Pai Soárez, venho-vos rogar (B 144) была написана с португальским трубадуром Марти́ном Соарешем (Martim Soares). Другая тенсона была создана вместе с братом Перо Вельо де Тавейросом.
Кроме этого авторство 2 кантиг ставится под сомнение ввиду противоречивости косвенных данных. Фрагмент кантиги о любви Meus olhos, gram coita d’amor (А 39) вероятнее всего принадлежит галисийскому трубадуру Перо да Понте (Pero da Ponte), а кантига о друге Quando se foi meu amigo, (B 640, V 241) повторяется в песенниках, предваряемая именем галисийского трубадура или жонглёра Афонсо Эанеса до Котона (Afonso Anes do Cotom — B 827, V 413).
Все кантиги Тавейроса встречаются в трёх основных сборниках светских кантиг на галисийско-португальском языке (СА, CB и CV). Из них 3 песни сохранились только в «Песеннике Ажуда», и другие 3 — только в CB. 5 песен содержат рефрен, а остальные 8 относятся к виду «мештрия» (mestria), то есть написаны без рефрена. Несмотря на то, что в средневековых песенниках светские кантиги записаны без нотации, сохранившиеся тексты следует относить к музыкально-поэтическому жанру — песням. На это указывают пустые места в «Песеннике Ажуда», предназначавшиеся для записи нотации.

## Кантига о другеO meu amigo, que mi dizia(B 638, V 239)
| O meu amigo, que mi dizia que nunca mais migo viveria, par Deus, donas, aqui é ja Que muito m’ el avia jurado que me non visse mais, «a Deus grado», par Deus, do<nas, aqui é ja> O que jurava que me non visse, por non seer todo quant’ el disse, par Deus, donas, aqui <é ja> Melhor o fezo ca o non disse: par Deus, <donas, aqui é ja> | Любимый мой назвал меня постылой; уехал — но теперь вернулся милый! Подруги, он со мной! Тот, кто грозил забыть ко мне дорогу, вернулся вновь — благодаренье Богу! Подруги, он со мной! Хоть рассердился на меня мой милый за то, что я ему не уступила, - подруги, он со мной! На милость гнев сменил он — слава Богу! Подруги, он со мной! Перевел А. Родосский. |

## Cantiga da Guarvaia
«Песнь об алом покрывале» (Cantiga da Garvaia) известная также под другим распространённым названием «Кантига да Рибейринья» (Cantiga da Ribeirinha) значится в «Песеннике Ажуда» под номером A 38 — No mundo nom me sei parelha, (В мире не знаю себе подобного) и долгое время считалась первым поэтическим произведением на галисийско-португальском языке, написанным около 1198 года.
Кантига была сочинена на ранней стадии развития галисийско-португальской поэзии и является одним из наиболее выдающихся и обсуждаемых произведений пиренейских трубадуров. Дискутируются жанр, точный смысл песни, датировка, идентификация упоминаемого персонажа и даже авторство.
Эта песня представлена только в «Песеннике Ажуда», который содержит преимущественно кантиги о любви, однако её жанр точно определить довольно трудно. Песня полна иронии, что послужило причиной разделения исследователей на два крыла. Одни критики относят песню к жанру кантиг о любви, другие — к сатирическим песням. Исследователи всё больше утверждаются во мнении, что если так называемая «Песнь об алом покрывале» не является явно сатирической, то в ещё меньшей мере она может быть канонической песней о любви. Юмористический тон, конкретные детали, указание родословной дамы выделяют песню из числа традиционных кантиг о любви, приближая её к жанру сатиры. Скорее всего, кантига является шутливым комментарием конкретной ситуации, когда трубадур застал даму в неподобающем виде, то есть одетую не по этикету: в юбке без накидки (garvaia).
В конце XIX века Каролине Михаёлиш де Вашконселуш уже приходилось объяснять значение этого устаревшего слова: верхняя одежда, накидка, манто, ставшее 100 лет спустя после написания кантиги (в XIV веке) одеянием короля и его ближайших родственников.
Кантига нарушает каноны куртуазной поэзии, поскольку в тексте песни упоминается родословная принадлежность дамы: «дочь дона Пайо Мониса» (filha de don Paai Moniz).
Однако во времена создания песни в Галисии были известны, по крайней мере, три лица под именем Pai или Paio Moniz: Pai Moniz de Rodeiro, Pai Moniz de Refronteira, Pai Moniz Varela.
Поэтому в настоящее время считается весьма сомнительным, что упоминаемая в песне особа могла идентифицироваться с Марией Пайс Рибейра (Maria Pais Ribeira), прозванной «Рибейринья» (Ribeirinha — дочь Pay Moniz de Cabreira e Ribeira), то есть с любовницей португальского короля Саншу I с 1198 по 1211 год. Более вероятно, что под «дочерью дона Пайо Мониса» подразумевалась не блистательная «Рибейринья», а галисийская дама.
Современные исследователи не разделяют мнение учёных XIX — первой половины XX веков. относительно времени создания кантиги. Например, Жозе Карлуш Миранда (Miranda, José Carlos) сомневается, что автором кантиг A36-A39 мог быть Пай Соарес де Тавейрос, находит основания для гипотезы, что под анонимом мог скрываться Альфонсо X Мудрый, и предполагает, что «Песнь об алом покрывале» (A 38) была написана около 1244 года.
В настоящее время наиболее ранней сохранившейся светской песней на галисийско-португальском языке считается кантига насмешки и злословия Ora faz host’o senhor de Navarra португальского трубадура Жуана Соареша де Пайва.